# Skwala curvata
Skwala curvata är en bäcksländeart som först beskrevs av Paul E. Hanson 1942.  Skwala curvata ingår i släktet Skwala och familjen rovbäcksländor. Inga underarter finns listade i Catalogue of Life.